# Maizy
Maizy és un municipi francès situat al departament de l'Aisne i a la regió dels Alts de França. L'any 2007 tenia 400 habitants.

## Demografia

### Població
El 2007 la població de fet de Maizy era de 400 persones. Hi havia 142 famílies de les quals 28 eren unipersonals (8 homes vivint sols i 20 dones vivint soles), 53 parelles sense fills, 57 parelles amb fills i 4 famílies monoparentals amb fills.
La població ha evolucionat segons el següent gràfic:
Habitants censats

### Habitatges
El 2007 hi havia 177 habitatges, 150 eren l'habitatge principal de la família, 15 eren segones residències i 12 estaven desocupats. 173 eren cases i 1 era un apartament. Dels 150 habitatges principals, 124 estaven ocupats pels seus propietaris, 22 estaven llogats i ocupats pels llogaters i 4 estaven cedits a títol gratuït; 3 tenien una cambra, 12 en tenien dues, 13 en tenien tres, 41 en tenien quatre i 81 en tenien cinc o més. 102 habitatges disposaven pel capbaix d'una plaça de pàrquing. A 63 habitatges hi havia un automòbil i a 69 n'hi havia dos o més.

### Piràmide de població
La piràmide de població per edats i sexe el 2009 era:
| Homes | Edats   | Dones |
| ----- | ------- | ----- |
| 0     | 95 o +  | 0     |
| 0     | 90 a 94 | 0     |
| 4     | 85 a 89 | 4     |
| 0     | 80 a 84 | 12    |
| 12    | 75 a 79 | 8     |
| 8     | 70 a 74 | 4     |
| 4     | 65 a 69 | 4     |
| 12    | 60 a 64 | 12    |
| 12    | 55 a 59 | 16    |
| 8     | 50 a 54 | 8     |
| 16    | 45 a 49 | 16    |
| 4     | 40 a 44 | 8     |
| 12    | 35 a 39 | 0     |
| 24    | 30 a 34 | 20    |
| 4     | 25 a 29 | 12    |
| 4     | 20 a 24 | 12    |
| 8     | 15 a 19 | 16    |
| 8     | 10 a 14 | 16    |
| 12    | 5 a 9   | 28    |
| 4     | 0 a 4   | 20    |

## Economia
El 2007 la població en edat de treballar era de 247 persones, 180 eren actives i 67 eren inactives. De les 180 persones actives 152 estaven ocupades (89 homes i 63 dones) i 28 estaven aturades (7 homes i 21 dones). De les 67 persones inactives 17 estaven jubilades, 16 estaven estudiant i 34 estaven classificades com a «altres inactius».

### Ingressos
El 2009 a Maizy hi havia 158 unitats fiscals que integraven 427,5 persones, la mediana anual d'ingressos fiscals per persona era de 16.595 €.

### Activitats econòmiques
Dels 18 establiments que hi havia el 2007, 1 era d'una empresa extractiva, 1 d'una empresa alimentària, 2 d'empreses de fabricació de material elèctric, 1 d'una empresa de fabricació d'altres productes industrials, 3 d'empreses de construcció, 6 d'empreses de comerç i reparació d'automòbils, 2 d'empreses de transport, 1 d'una empresa d'hostatgeria i restauració i 1 d'una entitat de l'administració pública.
Dels 4 establiments de servei als particulars que hi havia el 2009, 2 eren tallers de reparació d'automòbils i de material agrícola, 1 lampisteria i 1 electricista.
L'únic establiment comercial que hi havia el 2009 era una fleca.
L'any 2000 a Maizy hi havia 3 explotacions agrícoles que ocupaven un total de 210 hectàrees.

## Equipaments sanitaris i escolars
L'únic equipament sanitari que hi havia el 2009 era una ambulància.
El 2009 hi havia una escola elemental integrada dins d'un grup escolar amb les comunes properes formant una escola dispersa.

## Poblacions més properes
El següent diagrama mostra les poblacions més properes.